# Ruslan Katysjev
Ruslan Vasyljovytj Katysjev (ukrainska: Руслан Васильович Катишев), född 18 april 1983 i Odessa i Ukrainska SSR i Sovjetunionen, är en ukrainsk friidrottare.

## Meriter[3]
Paralympiska sommarspelen 2012
- Guld, friidrott längdhopp F11
- Brons, friidrott tresteg F11

Internationella paralympiska kommitténs världsmästerkskap 2013
- Guld, friidrott längdhopp T11

Paralympiska sommarspelen 2016
- Brons, friidrott längdhopp F11